# 삼국지 VII
《삼국지 VII》(三國志VII, Romance of the Three Kingdoms VII)는 코에이의 유명한 삼국지 시리즈 중 7번째 게임이다.

## 개요
삼국지 시리즈 최초로 모든 무장으로 플레이가 가능하게 되었다. 반드시 군주로만 플레이하였던 기존 시리즈의 특징에서 벗어나 재야, 군주, 태수, 일반 장수 등 여러 가지 신분에서 플레이할 수 있게 되어 자유도가 높아졌다. 또한 전국의 지도가 표시된 전작들과는 달리 게임 진행 시 메인 화면이 성의 전경으로 바뀐 면도 있다. 장수의 능력치에 비례하여 행동력이 매달 책정되어 있어서, 한 달에 실행할 수 있는 행동이 제한되어 있다. 사냥을 통해 획득하여 전장에서 책략으로 사용할 수 있는 '신수'의 요소는 화려함으로 호평을 받았으나 너무나 비현실적이라는 주장도 있었다. 이 작품부터 무장간의 교류라는 것이 게임 상에서 묘사되기 시작했으며 또한 이 작품에는 명승지란 개념이 추가되었다. 무장 스테이터스에서는 통솔력과 무력이 통합되어 제갈량이 역대 시리즈 사상 최고수치의 무력 81)을 지니고 있다. 아이템과 명승지 콜렉션 메뉴가 있었다.
파워업키트에서는 턴제 역할 수행 형식의 전술 모드가 추가되었고, 게임 시 세부 설정을 추가하였으며, 새로운 시나리오가 추가되었다. 또한 장수 편집이 있으며 신장수를 편집할 경우 열전을 추가시킬 수 있다.

## 시나리오
- 184년 1월 황건의 난
- 190년 2월 반동탁 동맹 연합군
- 193년 6월 조조의 태두
- 197년 1월 여포의 도전
- 200년 1월 관도대전
- 207년 1월 삼고초려
- 212년 7월 유비의 입촉
- 218년 1월 삼국의 개막
- 223년 7월 이릉전투
- 229년 12월 제갈량의 북벌
- 234년 7월 오장원에서 지는 별
- 249년 1월 1차북정